# Carta nazionale palestinese
Il patto nazionale palestinese o carta nazionale palestinese (in arabo الميثاق الوطني الفلسطيني‎?, al-Mithaq al-Watani al-Filastini) è il patto o carta dell'Organizzazione per la Liberazione della Palestina (OLP). La carta è un documento ideologico, scritto agli albori dell'OLP.
La prima versione fu adottata il 28 maggio 1964. Nel 1968 fu sostituita da una versione completamente rivista. Nell'aprile del 1996 molti articoli incompatibili con gli accordi di Oslo furono annullati in tutto o in parte.